# 위성호
위성호(魏聖昊, 1958년 6월 12일 ~ )은 대한민국의 금융인이다. 신한은행 부행장을 역임하고, 신한카드 대표이사를 거쳐 현재는 신한은행 행장이다.

## 생애
1985년 고려대학교를 졸업하고 신한은행에 입행했다. 
2002년 8월에 신한은행 최초의 프라이빗뱅크 전문지점인 강남지점 개설 준비위원장을 맡았고 개점 뒤 초대 센터장을 역임했다.
2006년 신한금융 인력자원(HR) 팀장 시절 인사청탁자에 대해 문책성 인사로 맞대응하였다.
신한금융 경영관리팀을 담당하면서 계열사 지원과 관리 역량을 보여줬으며 신한은행과 신한카드의 통합 성공에도 관여한 점을 인정받아 2007년 8월 신한금융 상무로 승진한 지 1년 만인 2008년 8월 부사장으로 승진했다.
2011년 4월 신한은행 자산관리부문 부행장이 되었고, 2012년 8월 자산관리 부문의 안착에 힘입어 부행장 자리를 연임했다.
2013년 8월 신한카드 대표이사 사장으로 선임된 뒤 취임식에서부터 2200만 명 고객의 빅데이터와 모바일 카드에 대한 중요성을 강조했다. 12월에는 대한민국 카드업계 최초로 빅데이터 센터를 출범시켰다. 2014년 3월부터 빅데이터 센터를 통한 수익사업을 본격 추진하기 시작했다. 2014년 5월 빅데이터에 기반한 ‘코드나인’을 공개했다. 
2014년 12월 하반기 전사 대토론회에서 모바일 카드 등의 중요성을 재차 강조했다. 부서장들에게 아마존과 이베이를 직접 이용해 보라고 지시하기도 했다. 스마트워치를 직접 사용하는 등 신기술을 사용하고 관련 서비스를 개발하는 데 주력했다.
2015년 4월에는 빅데이터 관리 업무를 포괄하는 고객 맞춤형 할인서비스 ‘샐리’를 출시했다. 2015년 12월 인도네시아 현지법인인 신한인도파이낸스 출범을 주도하며, 신한카드는 카드사들 가운데 처음으로 해외에 진출하게 됐다.

## 학력
- 서울고등학교
- 고려대학교 경제학 학사

## 경력
- 1985년 : 신한은행
- 1995년 : 신한은행 종합기획부 과장
- 1996년 : 신한은행 인사부 차장
- 1999년 : 신한은행 반포터미널지점장
- 2000년 : 신한은행 과천지점장
- 2002년 8월 : 신한은행 프라이빗뱅크 강남지점 개설 준비위원장
- 신한은행 프라이빗뱅크 강남지점 센터장
- 2004년 : 신한은행 PB사업부 부장
- 2004년 : 신한금융지주회사 통합기획팀 팀장
- 2006년 : 신한금융지주회사 HR팀 팀장
- 2007년 8월 : 신한금융지주회사 경영관리담당 상무
- 2008년 : 신한금융지주회사 부사장
- 2010년 3월 : 신한은행 사외이사
- 2011년 3월 : 신한은행 비상임이사
- 2012년 8월 : 신한은행 부행장
- 2013년 5월 ~ 2013년 8월 : 신한카드 리스크관리부문 부사장
- 2013년 8월 ~ 2017년 3월 : 신한카드 대표이사 사장
- 2017년 3월 ~ 2019년 3월 : 신한은행 은행장
- 2020년 5월 ~ : 흥국생명 부회장

## 상훈
- 2009년 대통령 및 국무총리 표창
- 2014년 매일경제에서 주최하는 ‘2014 대한민국 금융대상’에서 여신금융대상을 탔다.

## 가족
형은 위성동 전 한보건설 임원이며, 누나는 위성자이다. 처남은 이의찬 백암상사 대표다. 